# Trisagion
Trisagion či trishagion (řecky τρίςἅγιον – třikrát svatý, rusky trisvjatoje) nebo také trojsvatá píseň je křesťanský hymnus používaný zejména v liturgii východních církví (např. pravoslavné a řeckokatolické církvi). Někdy se jako trisagion označuje také mešní zpěv Sanctus, který je součástí hudební mše, s ním by však neměl být zaměňován.
Vznikl patrně v 5. století v Konstantinopoli, kde byl zpíván při liturgických průvodech. Poprvé je doložen v dokumentech chalkedonského koncilu, který se konal v roce 451. Zpočátku byl trisagion vztahován k Ježíši Kristu, když ale monofyzité přidali za slova „svatý Nesmrtelný“ dodatek „za nás ukřižovaný“, aby tak vyjádřili svůj odlišný christologický názor, začala pravoslavná i západní církev vykládat trisagion trinitárně.

## Znění trisagionu v různých jazycích
- řecky: Ἅγιος ὁ Θεός, ἅγιος ἰσχυρός, ἅγιος ἀθάνατος, ἐλέησον ἡμᾶς.
- latinsky: Sanctus Deus, sanctus fortis, sanctus immortalis, miserere nobis.
- česky: Svatý Bože, svatý Silný, svatý Nesmrtelný, smiluj se nad námi.
- slovensky: Svätý Bože, Svätý Silný, Svätý Nesmrteľný, zmiluj sa nad nami.
- polsky: Święty Boże, Święty mocny, Święty nieśmiertelny, zmiłuj się nad nami.
- církevněslovansky: Свѧтый Боже, Свѧтый Крѣпкїй, Свѧтый Бесмертный, помилѹй насъ. (Svjatyj Boże, Svjatyj Kriepkij, Svjatyj Bezsmiertnyj, pomiłuj nas.)
- srbsky: Свјатиј Боже, свјатиј Крјепкиј, свјатиј Безсмертниј, помилуј нас. (Svjatij Bože, svjatij Krjepkij, svjatij Bezsmertnij, pomiluj nas.)
- gruzínsky: წმინდაო ღმერთო, წმინდაო ძლიერო, წმინდაო უკვდავო, შეგვიწყალენ ჩვენ. (C'mindao ghmerto, C'mindao dzliero, C'mindao uk'vdavo, Szegvic'qalen czven.)
- anglicky: Holy God, Holy Strong, Holy Immortal, have mercy on us.
- francouzsky: Saint Dieu, Saint Fort, Saint Immortel, aie pitié de nous.
- arabsky: قدوس الله، قدوس القوي، قدوس الذي لا يموت ارحمنا (Quddusun Allah! Quddusun al-qawi! Quddusun al-adhi, la yamut irhamna.)